# 4974 Elford
4974 Elford eller 1990 LA är en asteroid i huvudbältet som upptäcktes den 14 juni 1990 av den australiensiske astronomen Robert H. McNaught vid Siding Spring-observatoriet. Den är uppkallad efter W. Graham Elford.
Asteroiden har en diameter på ungefär 8 kilometer och den tillhör asteroidgruppen Eunomia.